# Cool (chanson de Gwen Stefani)
Pour les articles homonymes, voir Cool.
Singles de Gwen Stefani
Hollaback Girl
(2005) Can I Have It Like That
(2005)
Pistes de Love. Angel. Music. Baby.
Hollaback Girl Bubble Pop Electric
Cool est une chanson de l'artiste américaine Gwen Stefani issue de son premier album studio, Love. Angel. Music. Baby.. Écrite par Stefani et Dallas Austin, elle est le quatrième single de l'album et apparaît sur les radios américaines dès juillet 2005. Austin se base sur Simple Kind of Life de No Doubt mais ne termine pas la chanson. Il propose ensuite son aide à Stefani et finissent la chanson en quinze minutes. Le style musical de la piste s'inspire de la pop et la new wave des années 80. Les paroles de la chanson décrivent une relation amoureuse qui se termine mais tout reste « cool » entre les deux personnes impliquées.
La chanson reçoit généralement de bonnes critiques et est comparée à des chansons de Cyndi Lauper et Madonna. Les médias notent des similarités entre les paroles de la chanson et la relation entre Stefani et Tony Kanal, un ancien membre du groupe No Doubt. Le single rencontre un succès modéré dans les hits-parades. Elle atteint le top 10 en Australie, Nouvelle-Zélande et République tchèque et le top 20 au Danemark, Irlande, Norvège, Royaume-Uni et États-Unis.
Le clip est dirigé par Sophie Muller et tourné en juin 2005. en  au lac de Côme en Italie. Il montre plusieurs flashbacks de Stefani sur une relation amoureuse avec un garçon, lequel est aujourd'hui son ami. La chanson fait partie de la programmation de la tournée Harajuku Lovers Tour 2005, de la vidéo de la tournée et la compilation néozélandaise Now! Vol, 20.

## Genèse et structure musicale
Cool est écrite par Dallas Austin après avoir entendu la chanson Underneath It All de No Doubt. Austin ajoute qu'il essaie de faire sa propre version de Simple Kind of Life mais qu'il est incapable de terminer la chanson. Il demande plus tard à Stefani si elle veut écrire les paroles avec lui,. Durant une session d'enregistrement, ils terminent Cool en quinze minutes. Stefani commente : « Quand il m'a parlé de la chanson et m'a dit qu'il venait pour ça, quelque chose s'est déclenché en moi ». Les paroles de Cool reflètent l'ancienne relation amoureuse entre Stefani et le bassiste Tony Kanal,. Même si leur aventure s'est terminée, l'attitude de Stefani est « cool » et ils restent bons amis,. La relation entre Stefani et Kanal fournit l'inspiration pour Don't Speak, tandis que Cool présente une relation amicale entre deux anciens amoureux, Don't Speak montre une relation mourante qui ne trouve jamais de solutions pour le couple. Stefani dit qu'elle n'a jamais eu l'intention d'inclure du matériel « personnel » dans Love. Angel. Music. Baby. et commente : « Peu importe ce que vous faites, les choses sortent. Cela termine tout ce qu'il y a dans ma tête et met fin à une période d'une manière sympa ». Les paroles résument l'évolution de leur relation avec la ligne « Après tout ce que nous avons traversé, je sais que nous sommes cool ».
Cool est une chanson d'amour de style new wave. Elle se situe dans la tonalité du Ré majeur. Elle a une signature rythmique commune et un tempo modéré de 112 pulsations par minute, tandis que la voix de Stefani se range entre les notes Fa3 et Do5. Elle est écrite dans la forme commune couplet-refrain et présente cinq instruments : la guitare basse, la batterie, la guitare, les claviers et le synthétiseur. Cool démarre avec l'intégralité de ses cinq instruments, et lorsque Stefani commence à chanter, le volume du synthétiseur diminue tandis que le rythme de la batterie augmente. Elle effectue sa hauteur la plus élevée (Do5) durant le refrain, après quoi, elle chante dans un registre plus grave et atteint sa hauteur la plus basse (Fa3) au début des couplets. Le synthétiseur imite des sons de vents et de bois tandis que la basse et la guitare conservent une croche, utilisant la progression d'accords I–IV–V pour les couplets. La batterie est présente durant la section des percussions, et la caisse claire est introduite au début du premier refrain, qui maintient ce rythme. Durant le fondu, Stefani répète « Je sais que nous sommes cool » et « yeah » puis « cool ». Sa gamme vocale couvre près de deux octaves.